# ألان بيج
ألان بيج (بالإنجليزية: Alan Page)‏ هو محامي ومقدم برامج إذاعية ولاعب كرة قدم أمريكية وقاضي ومقدم تلفزيوني وسياسي أمريكي، ولد في 7 أغسطس 1945 في كانتون في الولايات المتحدة. انتخب Associate justice ‏ محكمة مينيسوتا العليا ‏ (يناير 1993 – أغسطس 2015).

## روابط خارجية
- ألان بيج على موقع مرجع كرة القدم المحترفة.كوم (الإنجليزية)